# Fligny
Fligny település Franciaországban, Ardennes megyében. Lakosainak száma 155 fő (2022. január 1.). Fligny Any-Martin-Rieux, Auge, Signy-le-Petit és Tarzy községekkel határos.

## Népesség
A település népességének változása:
| Lakosok száma | 189  | 189  | 176  | 177  | 188  | 184  | 185  | 187  | 177  | 155  |
|               | 1968 | 1982 | 1999 | 2006 | 2011 | 2015 | 2017 | 2018 | 2020 | 2022 |